# شارلوت (نيويورك)
شارلوت (بالإنجليزية: Charlotte, New York)‏ هي بلدة أمريكية تقع في الولايات المتحدة في مقاطعة تشاتاقوا، نيويورك. يقدر عدد سكانها بـ 1,729 نسمة ومساحتها 94.5 كم2 وترتفع عن سطح البحر 470 متر.